# Stanisław Zając
Stanisław Zając (1. května 1949, Święcany, Polsko – 10. dubna 2010, Pečersk, Rusko) byl polský politik a právník.

## Životopis
Absolvoval práva na Jagellonské univerzitě v Krakově. Působil jako soudce, později jako advokát. Od počátku devadesátých let byl členem Národního křesťanského sjednocení, jehož předsedou byl v letech 2000 až 2002. Poslancem Sejmu byl v letech 1991 až 1993, 1997 až 2001 a 2005 až 2008. Ve třetím volebním období Sejmu (1997–2001) zastával funkci vicemaršálka. V červnu 2008 byl jako kandidát Práva a spravedlnosti (PiS) zvolen senátorem, byl předsedou senátorského klubu strany PiS.
Zemřel při leteckém neštěstí u ruského Smolensku 10. dubna 2010. Posmrtně obdržel Komandérský kříž Řádu Polonia Restituta (Krzyż Komandorski Orderu Odrodzenia Polski).